# Wall (Maßeinheit)
Mit Wall, Wahl oder Oll, wurde ein Stückmaß bezeichnet.
- Dänemark 1 Oll = 80 Eier oder Heringe.
- Danzig 1 Wahl = 80 Stück Heringe 
  - 13 Wahl = 1040 Stück Heringe = 1 Tonne
- Frankfurt am Main 1 Wall = 80 Stück für zählbare Ware
- Stettin, Stralsund 1 Wall = 80 Schock
  - 6 Wall = 480 Schock = 1 Stroh